# Skorvskär (Vårdö, Åland)
Skorvskär med Notörarna är en ö i Åland (Finland). Den ligger i Skärgårdshavet och i kommunen Vårdö i landskapet Åland, i den sydvästra delen av landet. Ön ligger omkring 31 kilometer öster om Mariehamn och omkring 250 kilometer väster om Helsingfors.
Öns area är 26,9 hektar och dess största längd är 1,5 kilometer i sydöst-nordvästlig riktning. Ön höjer sig omkring 20 meter över havsytan.

## Delöar och uddar
- Skorvskär 60°09′41″N 20°29′20″Ö / 60.16133°N 20.48885°Ö
- Notörarna 60°09′52″N 20°28′46″Ö / 60.16446°N 20.4794°Ö